# Richard Ashton
 (mai 2024).
Si vous disposez d'ouvrages ou d'articles de référence ou si vous connaissez des sites web de qualité traitant du thème abordé ici, merci de compléter l'article en donnant les références utiles à sa vérifiabilité et en les liant à la section « Notes et références ».
Pour les articles homonymes, voir Ashton.
Richard Ashton est un acteur britannique, né le 2 octobre 1965 à Manchester.
Il a fait quelques apparitions dans Le Cinquième Élément, Calendar Girls. Il tient le rôle de Petit Jean dans la série Les Nouvelles Aventures de Robin des Bois.
Il fait une apparition dans Titanic de James Cameron dans le rôle du charpentier John Hutchinson.

## Filmographie
- 1990 : Keeping Up Appearances : Le Hippie
- 1992 : Don't Tell Father : Garth Bancroft
- 1992 : Bunch of Five : Alien
- 1995 : Grange Hill : Conseiller pour le Sida
- 1997 : Le Cinquième Élément : Mondoshawan
- 1997 : Titanic : Charpentier John Hutchinson
- 1997 : Les Nouvelles Aventures de Robin des Bois : Petit Jean
- 1999 : Dark Ages : Viking (TV)
- 2000 : Father Can't Cope : Paul Bunyan
- 2003 : Calendar Girls : Policier
- 2006 : Flics toujours (New Tricks) : Joueur de rugby
- 2007 : The Basil Brush Show : Le gros investisseur
- 2009 : Genie in the House : Chester
- 2011 : Little Howard's Big Question : Gordon le géant
- 2013 : Which Is Witch : Time Wizard
- 2014 : The Devil's Harvest : père Ostapovich
- 2017 : A Christmas Prince : Mr. Little
- 2018 : A Christmas Prince: The Royal Wedding : Mr. Little
- 2019 : A Christmas Prince: The Royal Baby : Mr. Little